# Цинікса
Цинікса (Kinixys) — рід черепах з родини Суходільні черепахи підряду Схованошиї черепахи. Має 6 видів.

## Опис
Загальна довжина представників цього роду коливається від 16 до 37,5 см. Голова товста, трохи звужена. Очі підняті догори. Панцир дещо сплощений зверху, витягнутий. Задня частина карапаксу з'єднана з основною частиною поперечним суглобом. Задня частину карапаксу може закривати хвіст, притискатися до пластрону. На крайніх щитках присутні гострі виступи. Хвіст довгий та товстий.
Забарвлення карапаксу коричневе. бурувате, оливкове з різними відтінками. Платрон дещо світліше. Голова у більшості видів доволі світлих кольорів.

## Спосіб життя
Полюбляють тропічні ліси, савани, сухі місцини. Харчуються дрібними ссавцями, молюсками, безхребетними, грибами, листям рослин, фруктами, падлом.
Самиці відкладають до 12 яєць.

## Розповсюдження
Мешкають в Африці південніші пустелі Сахари.

## Види
- Kinixys belliana
- Kinixys erosa
- Kinixys homeana
- Kinixys lobatsiana
- Kinixys natalensis
- Kinixys spekii